# Kizieł
Kizieł – miasto w Rosji w Kraju Permskim, na Uralu.
Liczba mieszkańców w 2003 wynosiła ok. 26 tys. Ośrodek górnictwa węgla kamiennego (Kizielowskie Zagłębie Węglowe) oraz przemysłu maszynowego, metalowego, spożywczego i meblarskiego. Miasto zostało założone w 1788 r.